# Спокій (роман)
Спокій (роман) — перший психологічний роман, створений турецьким письменником Ахметом Хамді Танпинаром, романістом, критиком, одним із засновників модернізму в Туреччині.

## Особливості композиції роману
Роман складається з чотирьох частин, кожна з яких названа ім'ям одного з персонажів: частина І - «Іхсан», частина ІІ - «Нуран», частина ІІІ - «Суат», частина IV - «Мумтаз».
Частина I («Іхсан») і частина IV («Мумтаз») обрамляють роман, надають йому композиційної цілісності та представляють події, які відбуваються протягом одного дня: 31 серпня 1939 року. Напружені розповіді цих двох частин завершуються повідомленням про початок  Другої світової війни в Європі. 
Частина II («Нуран») і частина III («Суад») – це опис подій попереднього року: загибель близьких, ускладнені любовні стосунки, самогубство, невизначеність і постійні зміни, емоційний колапс.
Зміст роману насичений сценами з минулого, спогадами, які вмонтовані в потік поточної розповіді. Герої постійно опиняються в пів міфічному просторі, на межі різних часів і епох.

## Сюжет твору
Дія роману відбувається у Стамбулі 30-х років минулого століття.
Головний герой роману Мумтаз – викладач університету 27-28 років, привабливої зовнішності, спокійний і вихований. У дитинстві він переживає важку трагедію: грецькі окупанти вбивають його батька, спалюють будинок на очах хлопчика. Мумтаз і його мати стають біженцями. Через деякий час мати помирає. Залишившись сиротою, Мумтаз деякий час мешкає в родичів, потім переїжджає до Стамбула. У подальшому це місто стає частиною його долі.
У Стамбулі проживає його двоюрідний брат Іхсан з родиною. Спочатку Мумтаза пригнічувало життя в чужому будинку й почуття самотності, але завдяки сердечності й доброті Маджиде, дружини брата, він скоро звик до нового життя.
Іхсан - викладач історії Галатасарайського ліцеї Стамбулу, старший від свого двоюрідного брата близько на 20 років. Саме він стає для Мумтаза старшим товаришем і одночасно другим батьком і наставником. Іхсан виховував брата, вплинув на його особистісні вподобання: ставлення до життя, людини, історії та мистецтва. Допоміг отримати початкову освіту. Протягом усього роману Мумтаз називає Іхсана: «Мій старший брат».
Мумтаз продовжив свою освіту в Європі. Після повернення почав працювати асистентом на Гуманітарному факультеті Стамбульського університеті. Одночасно з викладанням захоплюється поезією, пише вірші. Тепер мешкає окремо: будинок в Еміргяне на європейському узбережжі Босфора (передмістя Стамбула). Але продовжує  багато часу проводити в родині Іхсана, переймається проблемами його сім'ї, допомагає доглядати за тяжкохворим братом, займається пошуками лікаря.
У Стамбулі Мумтаз зустрічається й закохується в Нуран, з якою познайомився рік потому. Нуран – незвичайно красива жінка, освічена. За сімейним станом: розведена й має доньку Фатіму від попереднього шлюбу. Дівчинці не подобаються стосунки матері з Мумтазом.
Симпатія молодих людей переростає в щире кохання. Вони часто зустрічаються, гуляють вулицями Стамбулу, його передмістями, насолоджуються красою природи, відвідують історичні пам'ятки Османської імперії, слухають музику. Мумтаз не уявляє свого життя без Нуран. Він відчуває до неї не фізичний потяг, а скоріше бажання  об’єднатися у спільних діях, уподобаннях. Вони обидва закохані в музику, поезію, природу. Мумтаз пропонує Нуран одружитися. Жінка погоджується. При цьому молодий чоловік поспішає з одруженням, а наречена зволікає й начебто коливається.
Триває підготовка до весілля. Нуран отримує листа від Суата, давнього друга Іхсана та знайомого Мумтаза. Виявляється, що Суат давно закоханий у Нуран. Після її першого шлюбу він одружується й переїжджає зі Стамбула в Конья. Через деякий час знов повертається до столиці. У зв'язку з хворобою, яка тривала майже дев’ять років, потрапляє на лікування до санаторія. Починає писати листи Нуран.
Кожен лист, що отримує Нуран, жінка показує нареченому. Мумутаз хвилюється, його охоплюють відчуття безнадії й песимізму. Він знає, що Суат - людина пристрасна, честолюбна й будь-якими шляхами отримає те, що бажає. Зміст кожного листа змінює ставлення Мумтаза до Суата: він не тільки не сердиться на закоханого, навпаки – співчуває йому.
Через деякий час Суат потрапляє на званий бенкет, де присутні Мумтаз і Нуран. Лунає музика, яку виконують на сазі майстри Джаміль і Емін.  Обід затягнувся та закінчився запізно. Раніше за всіх свято залишив Суат. Після повернення додому Мумтаз і Нуран знайшли його померлим: Суат покінчив життя самогубством. Подія не отримала розголосу й відображення у пресі завдяки знайомим Нуран. Смерть Суата зруйнувала стосунки наречених. Кожен з них відчував, що винен у загибелі цієї людини.
Нуран зникає, залишаючи повідомлення про те, що виїжджає до родичів у Бурсу та не планує в майбутньому взагалі вступати в шлюб. Плани на спільне життя з Нуран руйнуються, Мумтаз залишає свою оселю й повертається в будинок Іхсана.  Життя, як по колу, закінчилося там, де розпочалося.
У цей час захворів Іхсан. Стан його здоров'я погіршується й, навіть, іноді  здається безнадійним. Мумтаз допомагає дружині брата: доглядає за хворим. В один із таких важких днів Маджиде пропонує Мумтазу прогулятися містом і відпочити. Під час прогулянки молодий чоловік пригадує щасливі дні й години, проведені з Нуран. Ці приємні спогади тривали недовго.  Приятелі, яких зустрів Мумтаз, розповіли, що Нуран і Фахір знову разом. Ця звістка спантеличила чоловіка: зовні – радісний, внутрішньо – розбитий вщент.
Мумтаз повертається в будинок брата і розуміє, що стан хворого Іхсана погіршився. Він шукає лікаря й після довгої біганини знаходить його. Лікар, оглянувши хворого, виписує рецепт. Мумтаз йде до аптеки і, повертаючись додому, бачить привид Суата та втрачає свідомість. Йому здалося, що Суат звертається до нього, звинувачує в загибелі й вимагає розплати. Під час падіння ліки розбиваються. Вдома Мумтаз дізнається, що брату покращало. Він підіймається сходами і  знову втрачає свідомість. Приходячи до тями, чує, як по радіо диктор повідомляє про початок війни. Лікар, дивлячись на Мумтаза, промовляє: «Тепер ти мій..». Герой роману залишається байдужим до почутого, тому що він і досі не знайшов у житті спокою.

## Автобіографічність образів
- Головний герой Мумтаз має риси, які притаманні авторові.
- Іхсан – прообраз турецького поета й письменника Ях'я Кемаль Беятли
- Образ Нуран створений на підставі реально існуючої жінки, у яку був закоханий автор.
- Суат – це єдиний образ, який не має реального прототипу. Персонаж, сформований під впливом творів Ф. М. Достоєвського.

## Публічність роману
- 1948 року, лютий-червень - надрукований частинами в газеті «Cumhuriyet».
- 1949 року - роман вийшов окремою книгою.
- Протягом багатьох років  - близько 15 перевидань.
- 1998 року – однойменна п'єса на підставі роману (турецький сценарист, драматург Кенан Ишик)